# Blue Hawaii
Blue Hawaii è un film del 1961 diretto da Norman Taurog e interpretato da Elvis Presley.

## Trama
Al termine del suo servizio militare alla United States Army, il giovane e brillante Chad Gates ritorna a Honolulu con la poco attraente prospettiva di doversi dedicare alla piantagione di ananas gestita dal padre. Chad è accolto all'aeroporto dalla sua ragazza Maile, mezza francese e mezza hawaiana, e coglie l'occasione per nascondersi con lei in un suo vecchio rifugio, situato su una meravigliosa spiaggia hawaiana, dove si bea della sua compagnia e di quella dei suoi vecchi amici.
Quando sono ormai trascorsi cinque giorni, Chad decide di presentarsi a casa dei genitori, e la sera stessa partecipa alla festa organizzata per celebrare il compleanno della nonna di Maile. Ben deciso a non dipendere più economicamente dai genitori, il giorno successivo si impegna a lavorare nella stessa agenzia turistica in cui lavora la sua ragazza. La sera stessa viene organizzato un party di benvenuto, durante il quale Chad si mette a ballare, suonare e cantare, suscitando la disapprovazione di sua madre Sarah.
La mattina successiva, Chad comincia a lavorare ricoprendo il ruolo di guida turistica di quattro ragazze molto carine e attraenti, accompagnate dalla loro insegnante, Abigail Prentice, accompagnandole a visitare i caratteristici paesaggi del luogo. Qualche sera dopo, mentre tutti stanno piacevolmente cenando in un locale, un avventore comincia a importunare una delle ragazze, e ciò causa lo scoppio di una rissa, alla quale Chad partecipa: finisce di conseguenza in guardina, e quando viene rilasciato viene licenziato dal titolare dell'agenzia turistica, dovendo subire anche i rimproveri da parte di sua madre. Decide allora di lasciare la casa dei genitori e di farsi assumere direttamente da Abigail: riprende quindi a fare la guida turistica, accompagnando il gruppo sull'isola di Kauai. Quella notte, nella sua camera d'albergo, Chad subisce le avances di Ellie, una delle alunne di Abigail.
Chad cerca di evitare che accada l'irreparabile, ma proprio in quel momento entrano nella stanza due delle compagne di Ellie. Successivamente entra nella stanza la stessa Abigail, con l'intento di confidare a Chad di essersi perdutamente innamorata di Jack Kelman, socio di suo padre. Come se non bastasse, a complicare ulteriormente le circostanze ci pensa anche Maile, che giunta al cospetto di Chad e Abigail, fraintendendo la situazione, si allontana da entrambi, furiosa con Chad.
Ellie, che non accetta il rifiuto di Chad, si allontana in auto e si getta in mare nel tentativo di affogarsi; Chad però sopraggiunge, e dopo averla salvata le somministra una notevole dose di sonore sculacciate. Finalmente il giorno successivo tutti gli equivoci si chiariscono, e Chad annuncia ai genitori, nel frattempo sopraggiunti, che ha intenzione di sposarsi con Maile e di aprire con lei una nuova agenzia turistica. Al termine delle varie vicende tutti assistono alla celebrazione delle loro nozze, che si svolgono tra magnifici scenari esotici e con una cerimonia che si rifà al folklore locale.

## Colonna sonora
I brani del film sono: Blue Hawaii; Almost Always True (cantata con Joan Blackman); Aloha Oe; No More; Can't Help Falling in Love; Rock-a-Hula Baby; Moonlight Swim; Ku-u-i-Po; Ito Eats (cantata con Frank Atienza ); Slicin' Sand; Hawaiian Sunset; Beach Boy Blues; Island of Love (Kauai); Hawaiian Wedding Song.
Nel film si ascolta anche Moonlight Bay (interprete non accreditato).
I brani di Elvis vennero tutti pubblicati all'epoca sull'LP Blue Hawaii (LPM/LSP 22426). Da questo LP venne estratto il singolo Can't Help Falling in Love / Rock-a-Hula Baby; in Italia venne realizzato un altro singolo: No More / Sentimental me (45N 1242).
Un altro brano di Elvis previsto per il film, Steppin' Out of Line, venne escluso nel montaggio finale; venne pubblicato nello stesso anno sull'album Pot Luck with Elvis.
Nel 1997 l'album  Blue Hawaii venne ristampato su CD con l'aggiunta di sette versioni alternative e Steppin' Out of Line.
Nel 2008 venne nuovamente ristampato su 2CD con i brani editi e 42 versioni alternative.

## Accoglienza
Howard Thompson di The New York Times definì il film «blandamente tranquillo», con una trama «priva di senso e innocua», apprezzandone comunque la colonna sonora. Variety scrisse: «La vivace sceneggiatura di Hal Kanter, da un racconto di Allan Weiss, è la base sottile, ma conveniente, attorno alla quale Wallis e lo staff hanno costruito una bella produzione da cartolina piena zeppa del tipico trambusto musicale dei Mari del Sud... Sotto la direzione generale di Norman Taurog, Presley in sostanza sta interpretando sé stesso, un ruolo che sicuramente delizierà i suoi fan accaniti». Harrison's Reports classificò il film come «discreto», criticando però negativamente l'interpretazione del cantante. John L. Scott del Los Angeles Times scrisse che il film «fa molto per il "paradiso del Pacifico" mostrando le sue onde spumeggianti, le palme, i lūʻau e un paio di lussuosi hotel, ma non molto per i fan di Elvis (a quale fascia d'età fa appello allora ?)... Uno di questi giorni Elvis reciterà un ruolo diretto con sostanza, e scopriremo sicuramente se è in grado di recitare o no».